# Distrito de Shiki
El distrito de Shiki (磯城郡 Shiki-gun?) es un distrito localizado en la prefectura de Nara, Japón. En julio de 2019 tenía una población estimada de 46.139 habitantes y una densidad de población de 1.485 personas por km². Su área total es de 31,08 km².

## Localidades
- Kawanishi
- Miyake
- Tawaramoto